# Tripping the Live Fantastic
Albums de Paul McCartney
Flowers in the Dirt
(1989) Unplugged (The Official Bootleg)
(1991)
Albums live de Paul McCartney
Unplugged (The Official Bootleg)
(1991)
Tripping the Live Fantastic est un album live de Paul McCartney paru en 1990. Il s'agit de son premier album live en solo, et de son premier album live depuis Wings over America en 1976. C'est un double album de chansons enregistrées au cours des différents concerts de la tournée mondiale de 1989/1990 au succès record. Les chansons de la période Beatles y côtoient celles des Wings et celles de la carrière solo du musicien.
Également proposé dans une édition allégée, l'album se vend assez bien. Il atteint la 16e place des classements au Royaume-Uni (où il devient rapidement disque d'or) et la 26e aux États-Unis.

## Liste des chansons
Toutes les chansons sont de Paul McCartney, sauf mention contraire.

### Disque 1
1. "Showtime" – 0:38
2. "Figure of Eight" – 5:32
  - Enregistré à Rotterdam, 10/11/89.
3. "Jet" – 4:02
  - Enregistré à Wembley, 17/01/90.
4. "Rough Ride" – 4:48
  - Enregistré à Paris, 10/10/89.
5. "Got to Get You into My Life" (John Lennon/Paul McCartney) – 3:21
  - Enregistré à Dortmund 17/10/89.
6. "Band on The Run" – 5:09
  - Enregistré à Wembley, 16/01/90.
7. Birthday – 2:43
  - Sorti en single pour célébrer les 50 ans qu'aurait dû avoir John Lennon
  - Enregistré a Knebworth, 30/06/90.
8. "Ebony and Ivory" – 4:00
  - Enregistré à Rotterdam, 08/11/89.
9. "We Got Married" – 6:38
  - Enregistré à Wembley, 16/01/90.
10. "Inner City Madness" (Paul McCartney/Linda McCartney/Hamish Stuart/Robbie McIntosh/Paul Wickens/Chris Whitten) – 1:22
  - Soundcheck jam, enregistré à Birmingham, 02/01/90.
11. "Maybe I'm Amazed" – 4:41
  - Enregistré à Rotterdam, 08/11/89.
12. "The Long and Winding Road" (John Lennon/Paul McCartney) – 4:18
  - Enregistré à Rio de Janeiro, 19/04/90.
13. "Crackin' Up" (Ellas McDaniel) – 0:49
  - Enregistré à Los Angeles, 23/11/89.
14. "The Fool on the Hill" (John Lennon/Paul McCartney) – 5:01
  - Enregistré à Wembley, 13/01/90.
15. "Sgt. Pepper's Lonely Hearts Club Band" (John Lennon/Paul McCartney) – 6:23
  - Enregistré à Los Angeles, 23/11/89.
16. "Can't Buy Me Love" (John Lennon/Paul McCartney) – 2:14
  - Enregistré à Munich, 21/10/89.
17. "Matchbox" (Blind Lemon Jefferson) – 3:09
  - Enregistré à Wembley, 21/01/90.
18. "Put It There" – 2:43
  - Enregistré à Gothenburg, 28/09/89.
19. "Together" (Paul McCartney/Linda McCartney/Hamish Stuart/Robbie McIntosh/Paul Wickens/Chris Whitten) – 2:17
  - Soundcheck jam, enregistré à Chicago, 05/12/89.

### Disque 2
1. "Things We Said Today" (John Lennon/Paul McCartney) – 5:01
  - Enregistré à Madrid, 02/11/89.
2. "Eleanor Rigby" (John Lennon/Paul McCartney) – 2:36
  - Enregistré à Worcester, 08/02/90.
3. "This One" – 4:28
  - Enregistré à Détroit, 01/02/90.
4. "My Brave Face" (Paul McCartney/Declan MacManus) – 3:09
  - Enregistré à Wembley, 19/01/90.
5. "Back in the U.S.S.R." (John Lennon/Paul McCartney) – 3:15
  - Enregistré à Tokyo, 05/03/90.
6. "I Saw Her Standing There" (John Lennon/Paul McCartney) – 3:25
  - Enregistré à Montréal, 09/12/89.
7. "Twenty Flight Rock" (Cochran/Fairchild) – 3:09
  - Enregistré à Wembley, 13/01/90.
8. "Coming Up" – 5:18
  - Enregistré à Tokyo, 03/03/90.
9. "Sally" (Haines/Leon/Towers) – 2:03
  - Enregistré à Wembley, 21/01/90.
10. "Let It Be" (John Lennon/Paul McCartney) – 3:53
  - Enregistré à Miami, 14/04/90.
11. "Ain't That a Shame" (Fats Domino/Bartholomew) – 2:40
  - Enregistré à Tokyo, 09/03/90.
12. "Live and Let Die" – 3:11
  - Enregistré à Gothenburg, 28/09/89.
13. "If I Were Not upon the Stage" (Sutton/Turner/Bowsher) – 0:36
  - Faux départ de la chanson suivante, enregistré à Cincinnati, 26/09/89.
14. "Hey Jude" (John Lennon/Paul McCartney) – 8:03
  - Enregistré à Cincinnati, 12/02/90.
15. "Yesterday" (John Lennon/Paul McCartney) – 2:06
  - Enregistré à Worcester, 09/02/90.
16. "Get Back" (John Lennon/Paul McCartney) – 4:11
  - Enregistré à Tokyo, 13/03/90.
17. "Golden Slumbers/Carry That Weight/The End" (John Lennon/Paul McCartney) – 6:41
  - Enregistré à Toronto, 07/12/89.
18. "Don't Let the Sun Catch You Crying" (Greene) – 4:31
  - Enregistré à Montréal, 09/12/89.

### Tripping the Live Fantastic: Highlights!
Toutes les chansons sont de Lennon/McCartney, sauf mention contraire.
1. Got to Get You into My Life– 3:15
2. Birthday – 2:43
  - Sorti en single pour célébrer les 50 ans qu'aurait dû avoir John Lennon
3. We Got Married (McCartney) – 7:09
4. The Long and Winding Road – 3:48
5. Sgt. Pepper's Lonely Hearts Club Band – 6:21
6. Can't Buy Me Love  – 2:14
7. All My Trials (Traditionnel) – 3:14 (UK only)
Put It There (McCartney) – 2:44 (US only)
8. Things We Said Today – 5:01
9. Eleanor Rigby – 2:36
10. My Brave Face (McCartney, Elvis Costello, Declan MacManus) – 3:09
11. Back in the U.S.S.R. – 3:15
12. I Saw Her Standing There – 3:25
13. Coming Up (McCartney) – 5:18
14. Let It Be – 3:53
15. Hey Jude – 8:03
16. Get Back – 4:11
17. Golden Slumbers/Carry That Weight/The End – 6:41

## Fiche technique

### Interprètes
- Paul McCartney : chant, guitare,  basse, piano
- Linda McCartney : claviers, chant
- Hamish Stuart : guitare, basse, chant
- Robbie McIntosh : guitare solo
- Paul Wickens : claviers
- Chris Whitten : batterie, percussions